# Zenevredo
Zenevredo – miejscowość i gmina we Włoszech, w regionie Lombardia, w prowincji Pawia.
Według danych na rok 2004 gminę zamieszkiwały 453 osoby, 90,6 os./km².